# Rue de la Barillerie (Paris)
Pour les articles homonymes, voir Rue de la Barillerie.

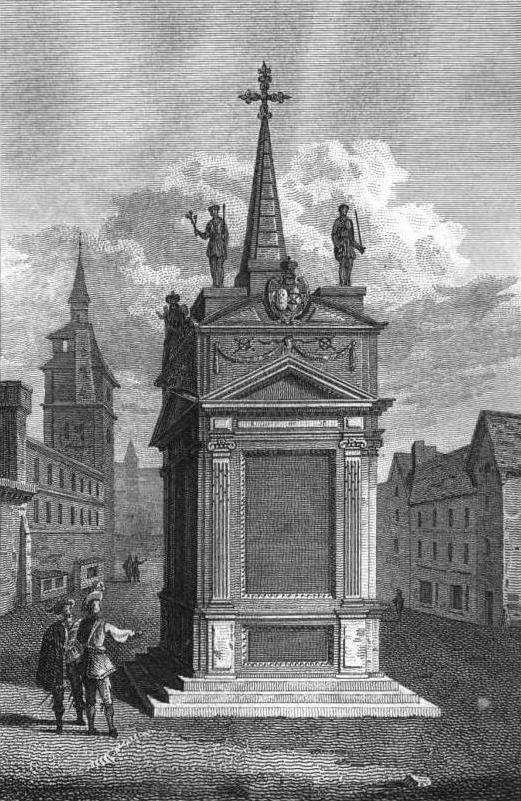
Pyramide de Châtel, monument élevé en 1595 au débouché de la rue de la Vieille-Draperie dans la rue de la Barillerie, démoli en 1605. Gravure de 1823.

La rue de la Barillerie est une ancienne rue de Paris, aujourd'hui disparue. Elle était située sur l'île de la Cité, dans l'ancien 11e arrondissement (actuel 1er arrondissement) pour les numéros impairs et dans l'ancien 9e arrondissement (actuel 4e arrondissement) pour les numéros pairs.

## Situation
Cette rue qui commençait quai Desaix et quai de l'Horloge et finissait quai des Orfèvres et rue du Marché-Neuf marquait la séparation entre les anciens 9e et 11e arrondissements de Paris. Les numéros impairs étaient du côté de l'ancien 11e arrondissement et les numéros pairs du côté de l'ancien 9e arrondissement.
Les numéros de la rue étaient noirs. Le dernier numéro impair était le no 41 et le dernier numéro pair était le no 32.

## Origine du nom
La voie tient son nom au fait qu'y étaient fabriqués les barils dans lesquels était entreposé le vin des vignobles environnants,.

## Historique
La rue est percée en 1105 à l'emplacement de la clôture du monastère de filles Saint-Éloi fondé sur un terrain donné par Dagobert vers 635. Ce mur jouxtait l'enceinte du Palais. Ce voisinage  des religieuses avec les nombreux serviteurs du Roi avait entrainé des désordres ce qui amena à construire une nouvelle clôture du monastère séparée par une rue, nommée « rue Devant la Cour du Roi » prolongée au nord vers 1138 jusqu'au grand pont (pont au change) puis au sud jusqu'au pont Saint-Michel sous le nom de place Saint-Michel.
La « rue Devant la Cour du Roi » fut renommée « rue Saint-Barthélemi » (ou Saint-Barthélemy) de Paris parce que l'antique église paroissiale et royale Saint-Barthélemi y était située, puis rue de la Barillerie.
Les rues du Pont-Saint-Michel et Saint-Barthélemi furent réunies et d'anciens plans et titres la désignent alors sous les noms de « rue de la Barilleria » ou « rue Grant Bariszerie ».
Elle est citée dans Le Dit des rues de Paris de Guillot de Paris sous la forme « rue de la Grant Bariszerie ».
La partie qui allait de la rue de la Calandre au pont Saint-Michel était nommée au XIVe siècle « rue du Pont-Saint-Michel » parce qu'elle y conduisait.
Elle est citée sous le nom de « rue de la Barrilière » dans un manuscrit de 1636.
En 1702, la rue de la Barillerie qui fait partie du quartier de la Cité possède 36 maisons et 10 lanternes, la rue Saint-Barthélemy, 14 maisons, 5 lanternes et la rue du Pont-Saint-Michel, 42 maisons et 6 lanternes.
En 1787, la rue a été élargie et alignée par l'architecte Pierre Desmaisons. À cette occasion, une place en demi-cercle fut ouverte à l'endroit où la rue donne sur le palais de justice. C'est sur cette place que se dressait l'échafaud pour les expositions judiciaires.
Le théâtre de la Cité-Variétés, futur bal du Prado, la bordait.
La rue de la Barillerie a disparu lors du percement du boulevard du Palais.

## Personnalités
- En 1616 , Françoise de Cressé, fondatrice en 1614 du couvent Saint-Étienne des Feuillants du Plessis-Piquet, veuve de Jean Le Tonnelier conseiller et secrétaire du roi, seigneur de Breteuil[7] ,[8]
- En 1607 Étiennette Gaineau cofondatrice avec Françoise de Cressé du couvent des Feuillants du Plessis-Piquet donne à la Congrégation des Feuillants de Paris, une maison sise dans cette rue appelée  La Biche et ayant une autre issue sur la cour Saint Éloi[9]